# Třetí eucharistická modlitba
Třetí eucharistická modlitba (latinsky prex eucharistica tertia) byla v liturgii římskokatolické církve zavedena v rámci liturgické reformy po druhém vatikánském koncilu jako alternativa pro římský kánon. Byla vytvořena zcela nově podle struktury obvyklé ve východních církvích, 
avšak s využitím textů římské a mozarabské liturgie. Používá se zejména o nedělích a svátcích, kdy jí má být dávána přednost před jinými, a je slučitelná s kteroukoliv prefací. Může v ní figurovat jméno světce, jehož slavnost, svátek nebo památka připadá na dotyčný den.